# Episodi di Tyrant (terza stagione)
La terza e ultima stagione della serie televisiva Tyrant è stata trasmessa in prima visione negli Stati Uniti d'America sul canale via cavo FX dal 6 luglio al 7 settembre 2016.
In Italia, la stagione è andata in onda in prima visione sul canale satellitare Fox dal 1º dicembre 2016 al 2 febbraio 2017.
| nº | Titolo originale           | Titolo italiano                    | Prima TV USA     | Prima TV Italia  |
| -- | -------------------------- | ---------------------------------- | ---------------- | ---------------- |
| 1  | Spring                     | Il giorno della riconciliazione    | 6 luglio 2016    | 1º dicembre 2016 |
| 2  | Cockroach                  | Il boccone amaro del potere        | 13 luglio 2016   | 8 dicembre 2016  |
| 3  | The Dead and the Living    | Sacrificio                         | 20 luglio 2016   | 15 dicembre 2016 |
| 4  | A Prayer for our Daughters | Una preghiera per le nostre figlie | 27 luglio 2016   | 22 dicembre 2016 |
| 5  | A Rock and a Hard Place    | Conflitto d'interessi              | 3 agosto 2016    | 29 dicembre 2016 |
| 6  | Truth and Dignity          | Verità e dignità                   | 10 agosto 2016   | 5 gennaio 2017   |
| 7  | Bedfellows                 | La coalizione                      | 17 agosto 2016   | 12 gennaio 2017  |
| 8  | Ask for the Earth          | Stato di guerra                    | 24 agosto 2016   | 19 gennaio 2017  |
| 9  | How to Live                | Resistenza                         | 31 agosto 2016   | 26 gennaio 2017  |
| 10 | Two Graves                 | L'ultimo dittatore                 | 7 settembre 2016 | 2 febbraio 2017  |